# Слабоцин
Слабоцин (пол. Słabocin) — село в Польщі, у гміні Цешкув Мілицького повіту Нижньосілезького воєводства.
Населення — 162 особи (2011).
У 1975-1998 роках село належало до Вроцлавського воєводства.

## Демографія
Демографічна структура станом на 31 березня 2011 року:
|          | Загалом | Допрацездатний вік | Працездатний вік | Постпрацездатний вік |
| -------- | ------- | ------------------ | ---------------- | -------------------- |
| Чоловіки | 72      | 11                 | 50               | 11                   |
| Жінки    | 90      | 17                 | 48               | 25                   |
| Разом    | 162     | 28                 | 98               | 36                   |